# Heartland (film)
Heartland è un film del 1979 diretto da Richard Pearce e interpretato da Rip Torn e Conchata Ferrell, ispirato alle lettere scritte da Elinore Pruitt Stewart dal 1909 al 1913 e pubblicate la prima volta su The Atlantic Monthly nel 1914.
Nel 1980 è stato proiettato alla 30ª edizione del Festival di Berlino, aggiudicandosi l'Orso d'oro (ex aequo con Palermo o Wolfsburg di Werner Schroeter) e il premio INTERFILM.

## Trama
Wyoming, 1910. La vedova Elinor Randall si trasferisce con la giovane figlia Jerrine nel ranch dell'allevatore Clyde Stewart per lavorare come governante. Il lavoro e l'isolamento si rivelano molto duri per la donna, che pensa di entrare in possesso di una concessione di terreno vicino al ranch di Stewart. L'allevatore cerca di dissuaderla e nonostante le profonde differenze tra i due, Elinor e Clyde decidono di sposarsi e unire le due concessioni. Ma le difficoltà sono solo all'inizio.

## Produzione
Pur essendo ambientato nel Wyoming, le riprese sono state effettuate nello Stato del Montana, nelle contee di Wheatland, Fergus e Meagher.

## Distribuzione
Il film è uscito negli Stati Uniti il 22 settembre 1979 ed è stato presentato al New York Film Festival due mesi dopo. In seguito ha avuto una distribuzione limitata nelle sale mentre è stato proiettato in altri festival internazionali, oltre alla Berlinale, tra cui quelli di Toronto (7 settembre 1980), Londra (24 novembre 1980) e Göteborg (31 gennaio 1981).

### Date di uscita
- Stati Uniti (Heartland) – 22 settembre 1979
- Australia (Heartland) – 30 aprile 1981
- Ungheria – 9 settembre 1982
- Portogallo (A Força da Terra) – 2 agosto 1984

## Critica
Il critico Roger Ebert ha definito Heartland «un film notevole, intenso e gioioso su persone che fanno apparire un po' incerti gli altri eroi del cinema», mentre secondo Michael Betzold del sito AllMovie, il regista Richard Pearce «apporta un tocco avvincente ad un film che è aiutato enormemente dalla fotografia abbagliante di Fred Murphy».

## Riconoscimenti
- 1980 – Festival internazionale del cinema di Berlino

Orso d'oro a Richard Pearce (ex aequo con Palermo o Wolfsburg di Werner Schroeter)
Premio INTERFILM "Otto Dibelius" a Richard Pearce
- 1981 – National Board of Review Awards

NBR Top Ten Films
- 1981 – Sundance Film Festival

Grand Prize
- 1981 – Western Heritage Awards

Wrangler di bronzo per il miglior film